# Stemma dell'Abruzzo
Lo stemma dell'Abruzzo, regione italiana a statuto ordinario, è stato ufficializzato prima con la legge regionale n. 26 del 22 luglio 1986 e poi con la legge regionale n. 13 del 29 luglio 2022.

## Storia
Dal 1273 al 1860 l'Abruzzo era diviso in due regioni amministrative, chiamate giustizierati, ciascuno con un proprio stemma. Lo stemma dell'Abruzzo Citra presentava «una testa di cignale, con un giogo rosso, in campo d'oro». Secondo l'ipotesi formulata da Scipione Mazzella, lo stemma dell'Abruzzo Citra potrebbe richiamare la battaglia delle Forche Caudine: la testa di cinghiale rappresenterebbe la ferocia dei romani, mentre il giogo sarebbe, invece, un chiaro riferimento all'umiliazione subita da costoro in seguito alla sconfitta. Lo stemma dell'Abruzzo Ultra rappresentava invece «un'Aquila bianca coronata, assisa sopra di tre monti d'oro, in campo azzurro». I tre monti d'oro rappresentano la ricchezza del territorio, mentre l'aquila potrebbe essere un riferimento alle insegne militari sottratte in battaglia ai romani oppure potrebbe simboleggiare la città dell'Aquila, capoluogo della provincia.
Lo stemma in uso fu adottato con la legge regionale n. 26 del 22 luglio 1986. 
Nella seduta del 5 luglio 2022, il Consiglio regionale dell'Abruzzo ha approvato all'unanimità la legge che istituisce un nuovo stemma per la Regione. La principale novità è l'inserimento dell'effige del "Guerriero di Capestrano", che si sovrappone allo scudo sannitico già presente nel vecchio stemma. È l'articolo 2 della legge che dettaglia la nuova composizione grafica: «I tre colori (argento, verde e azzurro) rappresentano, nell'ordine, le cime innevate del Gran Sasso, della Maiella, del Sirente, del Velino e dei contrafforti appenninici, i boschi, le colline ed il Mar Adriatico. Al di sopra dello stemma è posta una corona d'oro, sormontata dalla denominazione "regione abruzzo" in lettere maiuscole d'oro. Sotto lo scudo è indicato il motto "Gentium Vel Fortissimarum Italiæ" in caratteri minuscoli»; si tratta di una citazione di Plinio il Vecchio a proposito della Regio IV Samnium. Ai sensi della legge regionale n. 13 del 29 luglio 2022, tale stemma è entrato in vigore il 30 luglio 2022. Il nuovo stemma, la cui adozione è stata criticata da esperti di araldica e pubblicazioni di settore, non rispetta i regolamenti araldici e non è stato regolarizzato dall'ufficio araldico della Presidenza del consiglio; tuttavia è stato adottato unilateralmente dal consiglio regionale.

Evoluzione dello stemma
Stemma dell'Abruzzo Ultra in uso fino al 1806[5] e dell'Abruzzo Ultra II fino al 1860
Stemma dell'Abruzzo Citra in uso fino al 1860
Stemma dell'Abruzzo Ultra I in uso durante il dominio napoleonico. Fu ripreso dalla provincia di Teramo
Stemma dell'Abruzzo Ultra I in uso dal 1815 fino al 1860
Stemma degli Abruzzi così come proposto nel 1910
Stemma della Regione Abruzzo dal 1986[3] fino a luglio 2022
Stemma in uso da luglio 2022[1] fino a dicembre 2023
Variante dello stemma con un ramo d'alloro ed uno di quercia montati a corona, utilizzata dal consiglio regionale (2022-2023)
Stemma in uso dal 30 dicembre 2023

## Struttura
Lo stemma in uso dal 1986 è rappresentato da uno scudo sannitico, con bordatura color oro, su cui sono applicate tre fasce trasversali (interzato in sbarra, secondo l'araldica) di diversi colori:
- bianco, in alto a sinistra, a rappresentare le montagne innevate, che rappresentano il 65,1% dell'intero territorio abruzzese, e comprendono le prime due vette dell'Appennino per altezza, ossia il Corno Grande nel massiccio del Gran Sasso e il monte Amaro nel massiccio della Maiella[3];
- verde, al centro, a rappresentare la fascia collinare, che rappresenta il 34,9% del territorio regionale, e i parchi abruzzesi, tra cui tre parchi nazionali[3];
- azzurro, in basso a destra, a rappresentare il mare Adriatico, sul quale l'Abruzzo si affaccia con oltre 130 km di coste[3].

I tre colori sono disposti nell'ordine geografico che dalla montagna porta al mare. Tale composizione è stata mantenuta nello stemma in vigore dal 30 luglio 2022, che presenta in più il Guerriero di Capestrano sopra le fasce interne allo scudo.
A dicembre 2023 lo stemma è stato ulteriormente modificato: il Guerriero di Capestrano viene ridisegnato in maniera più essenziale dall'artista Mimmo Paladino e colorato d'oro, è rimossa la corona, viene aggiunta l'epigrafe "regione abruzzo" al di sopra dello scudo mentre al di sotto dello stesso viene posto il motto (il cui nastro è stato ridisegnato e colorato di bianco, mentre il testo è rimasto invariato).